# Bloodywood
Bloodywood er et indisk heavy metal-band som blev dannet i New Delhi i 2016. Oprindeligt et parodiband, som lavede metalcovers af populære sange på YouTube, gruppen er siden blevet et af Indiens største metalband.

## Historie
Forud for dannelse af bandet havde Karan Katiyar lavet metalcovers af populære Bollywood sange på YouTube. I 2016 mødte han Jayant Bhadula ved en koncert, og de to dannede kort efter gruppen Bloodywood. Gruppen fokuserede i de første år på covermusik, hvor de lavede metalversioner af hovedsageligt popmusik, både fra vesten og fra Indien. De begyndte i 2019 at udgive originalsange, og omkring samme tid tilføjede de rapperen Raoul Kerr til gruppen.
Bloodywood udgav deres første studiealbum Rakshak i 2022, og fulgte det op med deres andet album Nu Delhi i 2025.

## Diskografi
Studiealbum
- Rakshak (2022)
- Nu Delhi (2025)